# خامه‌ماهی
خامه‌ماهی یک ماهی از خانواده خامه‌ماهیان (Chanidae) است.
بدن این نوع ماهی‌ها دوک مانند و دراز و صاف و ساده است و رنگ بدن آن نقره ای و در قسمت‌های شکمی و کناری دارای خطهای زیتونی رنگ و در قسمت پشتی آبی رنگ است. قسمت پشتی مقعد است و کودال باله‌ها رنگ پریده یا زرد با حاشیه تیره است.
باله پشتی دارای ۲ مهره و ۱۳ تا ۱۷ شعاع نرم دارد و باله کوتاه مخرجی ۲ خار و ۸ تا ۱۰ شعاع نرم دارد. باله دمی بسیار بزرگ با برگه‌هایی در مقیاس بزرگ است.
باله‌های شکمی لگنی دارای ۱۱ تا ۱۲ شعاع نرم است.
سیکلوئیدها با مقیاس کوچک و صاف به تعداد ۷۵ تا ۹۱ عدد بر روی خط جانبی است.
یک بافت چربی شفاف چشم را می‌پوشاند.
دهان کوچک و بدون دندان است.
۴ شعاع branchiostegal آبشش هارا پوشش می‌دهد و gill racker متعدد است.
طول این ماهی نزدیک به ۱ متر است اما در نر به ۸/۱ متر هم می‌رسد.
از حدود ۴ تا ۶ قرن پیش پرورش خامه ماهی در اندونزی و تایوان و فیلیپین شروع شد این در حالی است که مواد و روش‌ها در فرهنگ‌های مختلف در حال پیشرفت است.
از سال ۱۹۷۰ سرمایه گذلری‌های بزرگ به لحاظ زیرساخت و تحقیق و حمایت از خامه ماهی در FP صورت گرفته ست.
برای مثال شرکتهایی مانند SEAFDEL و AQP برای حل مشکلات پرورشی خامه ماهی تأسیس شد.
خامه ماهی یا milkfish یا chanos chanos از خانواده Chanidae است و محل زندگی آن‌ها در عرضهای جغرافیایی گرم، جاهایی که حرارت بالاتر از ۲۰ درجه سانتی گراد است، می‌باشد مانند خلیج فارس
برای تخم‌گذاری در قسمت نزدیکی سواحل جزایر تجمع می‌کنند و اندازه آن‌ها تا ۵/۱ متر و وزنشان تا ۲۰ کیلوگرم می‌رسد. حداکثر وزن ثبت شده ۱۵ کیلوگرم با ۵ سال سن می‌باشد.
خامه ماهی بطور طبیعی در آبهای شور تخم‌گذاری می‌کنند و فعالیت آن‌ها بیشتر در شب است.
تولید مثل در ماه‌های گرم سال و در نزدیکی جزایر مرجانی صورت می‌گیرد و تخم‌گذاری در تمام طول سال و در نزدیکی خط استواست.
تغزیه آن‌ها از مواد غذایی نسبتاً نرم و کوچک مانند ژئوپلانکتونها است.
خامه ماهی علاقه خاصی به جنس مقابل دارد و در تخم ریزی میزان آزادسازی سلولهای جنسی در دو جنس نسبتاً به یک اندازه است ولی در ماده کمی بیشتر است.
تعیین جنسیت در این ماهیها بسار مشکل است اما تفاوت‌های مورولوژیکی آشکاری بین نر و ماده وجود دارد، برای شناسایی خامه ماهی نر بالغ یک راه مؤثر تشخیص PGF2a یا فرومون یا پروستوگلاندین است.
تخم خامه ماهی ۱/۱ میلی‌متر تا ۲/۱ میلی‌متر قطر دارد و لارو آن ۵/۳ میلی‌متر قطر دارد.
در گونه‌های وحشی تخمها احتمالاً در آبهای عمیق‌تر پراکنده می‌شوند.
لاروهای بزرگتر در مرحله نوجوانی به تالابهای ساحلی یا در دریاچه‌های آب شیرین مهاجرت می‌کنند. توان زندگی آن‌ها در آب گرم تا دمای ۳۲ درجه می‌باشد.
پرورش خامه ماهی‌ها در تانک‌های بزرگ همراه با جلبک سبز و میگوهای آب شور صورت می‌گیرد.
عملیات پرورش به صورت فشرده یا نیمه فشرده با درصد موفقیت ۳۰ درصد صورت می‌گیرد. در حالت ایده‌آل این تانکها ۵۰ لیتری و از جنس خاک و از بتن و پشم شیشه و موم و پروپلین است. پرورش در مراحل اولیه همراه با جلبک و بعد از ۳ تا ۴ هفته به همراه میگوی آب شور است.
البته بسته به فرهنگ جامعه روش‌های پرورش متفاوتی وجود دارد. در تایوان معمولاً در استخرهای خاکی یا مخازن بتن با حجم کمتر از ۲۰۰۰ لیتر است اما در اندونزی این مخازن ۱ تا ۲ تنی است. در فیلیپین به صورت پیشرفته تر است و در یک سوم تا یک چهارم تالابهای آب شور صورت می‌گیرد و مواد غذایی در قسنتهای زیرین تالاب ریخته می‌شود برای تغذیه از مواد سبوسدار و برنج و سبوس ذرت و نان بیات یا خوراک فورموله شده استفاده می‌شود.